# Vesterkalmare
Vesterkalmare är en by i Jomala kommun, direkt angränsande till Mariehamn. Vesterkalmare har 599 invånare (2018) och är Ålands näst största by.

## Etymologi
Byn Kalmare är uppkallad efter Kalmar i Småland. En äldre form av namnet är Kalmarne, byn har delats upp i Vesterkalmare och Österkalmare.

## Beskrivning
Vesterkalmare har under 2000-talet genomgått en omfattande nybyggnation, bland annat har våningshus byggts på området Solberget. Vesterkalmare passerade 2013 Prästgården som största by i Jomala.
Till Vesterkalmare hör halva Råttgrundet, två öar belägna mitt i havsviken Slemmern. Öarna är sedan 3 september 2003 ett fågelskyddsområde.

## Befolkningsutveckling
| Befolkningsutvecklingen i Vesterkalmare 2000–2015 | Befolkningsutvecklingen i Vesterkalmare 2000–2015 | Befolkningsutvecklingen i Vesterkalmare 2000–2015 | Befolkningsutvecklingen i Vesterkalmare 2000–2015 | Befolkningsutvecklingen i Vesterkalmare 2000–2015 |
| ------------------------------------------------- | ------------------------------------------------- | ------------------------------------------------- | ------------------------------------------------- | ------------------------------------------------- |
|                                                   |                                                   |                                                   |                                                   |                                                   |
| År                                                |                                                   |                                                   | Folkmängd                                         |                                                   |
| 2000                                              | 2000                                              |                                                   | 207                                               |                                                   |
| 2005                                              | 2005                                              |                                                   | 229                                               |                                                   |
| 2010                                              | 2010                                              |                                                   | 381                                               |                                                   |
| 2015                                              | 2015                                              |                                                   | 545                                               |                                                   |